# Озерковское
Озерковское (также Озёрское) — озеро в Шуйской районе Ивановской области, расположено западнее деревни Озерково на высоте 98 метров над уровнем моря. Форма озера округлая, длина равна 502 метрам, ширина — 285. Площадь — 0,104 км². Наибольшая глубина 10,3 метра при средней равной 3,4 м.

## Описание
Озеро бессточное. Происхождение озера ледниковое, в его окрестностях сохранились остатки ледниковых моренных форм рельефа. Расположено на моренной равнине, на водоразделе. Возраст озера значительный, по мощности торфяных слоёв прибрежных болот оценивается в не менее чем 2-10 тысяч лет.
Озёрная котловина глубокая и широкая, в основном занята верховыми болотами (болото Журвижное), поросшими ольхой чёрной и берёзами. Присутствуют также сосна и ель. Кустарники представлены ивами пепельной и ушастой, крушиной, местами ивой козьей, малиной и рябиной.
Высота берегов над урезом воды не превышает 20 сантиметров. Прозрачность воды 1,3 метра. В начале декабря замерзает на 160—180 дней, толщина льда может достигать 60-70 см.
На дне озера присутствует слой сапропеля толщиной 3 метра.

## Водная флора
Озерковское вступает в фазу интенсивного зарастания.
Растительностью покрыто около 6 % водного зеркала, основную её долю составляют тростник южный, элодея канадская и роголистник тёмно-зелёный. Встречаются рдест блестящий, пузырчатка обыкновенная, кубышка желтая, водокрас обыкновенный, кувшинка белоснежная.

## Ихтиофауна
Из рыб в Озерковском обитают окунь, плотва, щука, карась, ротан.

## Отдых и туризм
Используется в качестве места отдыха жителями города Шуя. Охранного статуса не имеет.